# 莱西县
莱西县，中国旧县名。山东抗日根据地设。
1941年析莱阳县西部置。县治在今山东省莱西市南墅，后迁南岚、韶存庄，1949年迁水集镇。1949年起，先后属南海专区、莱阳专区。1958年，转属烟台专区，同年并入莱阳县。1961年复设。治水沟头（水集）。1967年，改属烟台地区，1983年，改属青岛市。1990年撤销，改置莱西市。 
1. ↑  莱西市情网. .   [2021-05-15]. （原始内容存档于2021-05-15）.